# (1167) Dubiago
(1167) Dubiago – planetoida z grupy pasa głównego asteroid okrążająca Słońce w ciągu 6 lat i 110 dni w średniej odległości 3,41 au. Została odkryta 3 sierpnia 1930 roku w Obserwatorium Simejiz na górze Koszka na Półwyspie Krymskim przez Jewgienija Skworcowa. Nazwa planetoidy pochodzi od Aleksandra Dmitrijewicza Dubiago (1903-1959), rosyjskiego astronoma. Przed nadaniem nazwy planetoida nosiła oznaczenie tymczasowe (1167) 1930 PB.